# Aguilera (kulle)
Aguilera är en kulle i Antarktis. Den ligger i Sydshetlandsöarna. Argentina, Chile och Storbritannien gör anspråk på området.
Terrängen runt Aguilera är kuperad åt sydost, men åt nordväst är den platt. Havet är nära Aguilera norrut. Trakten är glest befolkad. Närmaste befolkade plats är Maldonado Station, 2,2 kilometer väster om Aguilera.